# Caucaea olivacea
Caucaea olivacea är en orkidéart som först beskrevs av Carl Sigismund Kunth, och fick sitt nu gällande namn av Norris Hagan Williams och Mark W. Chase. Caucaea olivacea ingår i släktet Caucaea och familjen orkidéer. Inga underarter finns listade i Catalogue of Life.